# Đevrske
Đevrske (wł. Gevresche, serb. Ђеврске) – wieś w Chorwacji, w żupanii szybenicko-knińskiej, w gminie Kistanje. W 2011 roku liczyła 293 mieszkańców.